# Boku wa Tomodachi ga Sukunai
Boku wa Tomodachi ga Sukunai (『僕は友達が少ない』（ぼくはともだちがすくない） lit. No tengo muchos amigos?), abreviada como Haganai, es una serie de novelas ligeras japonesas escritas por Yomi Hirasaka e ilustradas por Buriki. La serie fue publicada por la editorial Media Factory en la revista MF Bunko J. Una adaptación a manga comenzó a realizarse en 2010, escrito por la misma autora, se publica en la revista Monthly Comic Alive, y una segunda adaptación al manga escrito por Misaka Haruwa e ilustrado por Shōichi Taguchi se publica en la revista Jump Square. Se ha confirmado una adaptación al anime, así como una OAD para el 22 de septiembre junto al séptimo volumen de la novela ligera. Se produjo la segunda temporada del anime, la cual terminó su emisión el 28 de marzo de 2013 con un total de 12 episodios.

## Argumento
En la escuela católica de Santa Crónica, Kodaka Hasegawa es un amable chico que lleva sólo un mes en el colegio y que no ha tenido mucha suerte haciendo amigos debido a su apariencia de delincuente, la cual incluye cabello rubio natural y ojos fieros; rasgos que heredó de su padre japonés y de su difunta madre inglesa. Un día, se encuentra a una compañera de clase, llamada Yozora, hablando sola. Ella es famosa en la escuela por ser hermosa y lista, pero asocial. Yozora le explica que habla con su amiga imaginaria ya que siempre ha tenido dificultad para sociabilizar. Varios días después le revela a Kodaka que gracias a su charla se inspiró para crear un club después de la escuela con el único propósito de hacer amigos en el cual es obligado a ingresar en contra de su voluntad, y así, el "Club de los vecinos" es creado oficialmente. Otros cinco miembros se unen pronto al club, comenzando con la ídolo de la escuela, Sena Kashiwazaki, quien tiene un montón de admiradores masculinos, pero ninguna amiga. La hermana menor de Kodaka, Kobato, quien está en la división de la escuela media de Santa Crónica y es una fan del anime oscuro. Kusunoki Yukimura es un estudiante de un año inferior a Kodaka, quien trata de convertirse en un hombre varonil a pesar de ser en realidad una chica. Maria Takayama, una maestra de 10 años de edad y monja en la academia que se convierte en la consejera del club. Rika Shiguma una estudiante de año inferior y un genio reconocido, aunque tiene un lado extremadamente pervertido.

## Personajes
Kodaka Hasegawa (羽瀬川 小鷹 Hasegawa Kodaka?)
 Seiyū: Ryōhei Kimura
El protagonista es un estudiante de transferencia que no ha sido capaz de hacer amigos. Su madre falleció y su padre está trabajando en los Estados Unidos, por lo que se hace cargo de Kobato, su hermana menor. Tuvo una amistad con Yozora cuando eran niños, sin embargo no lo recuerda ya que lo poco que aún permanece en su memoria le dice que su amigo era varón. De todos los miembros del club, es el más amable, equilibrado y socialmente competente en lo que a personalidad se refiere, pero su apariencia intimidante provoca que sus compañeros crean que es un delincuente violento y abusivo por lo que difunden rumores difamatorios sobre él. 
Yozora Mikazuki (三日月 夜空 Mikazuki Yozora?)
 Seiyū: Marina Inoue
Una cruel y egoísta chica de pelo negro que dice entender y respetar la intimidación, pero se resiente de ser llamada a sí misma un matón; este lado de la personalidad de Yozora provoca que eviten hacer amistad con ella hasta antes de conocer a Kodaka. Tras conversar con Kodaka decide crear un club escolar que tendría como meta ayudar a la gente con problemas de socialización a encontrar amigos, sin embargo cuando rechaza a quienes quieren integrarse poniendo trabas y excusas descabelladas se vuelve obvio que el club es solo una excusa para pasar tiempo sola con Kodaka. Discute y abusa físicamente de Sena, tanto por su desprecio hacia las chicas populares, como por el interés que esta demuestra por Kodaka, lo que despierta sus celos. Manipuló a María para que renunciara a su habitación de descanso, con el objetivo de usarla para el club de los Vecinos y a Yukimura, al cual engaña al hacerlo trabajar en el club como una criada cosplay travestí. 
Sena Kashiwazaki (柏崎 星奈 Kashiwazaki Sena?)
 Seiyū: Kanae Itō
La rubia y rica hija de director de la escuela, Sena muestra una aversión de todas las cosas "normales u ordinarias" por lo que en ocasiones actúa o se viste extravagante. Es también muy atractiva y posee las mejores calificaciones de la escuela, pero su arrogancia como resultado la lleva a ser rechazada por las féminas. Trata a sus compañeros de clase como sirvientes a utilizar y lo mismo con sus pretendientes, pero en el fondo desea más que nada gente a la que pueda considerar sus amigos al punto que fue capaz de entender de inmediato el críptico mensaje que Yozora publicó al abrir el club.
Kobato Hasegawa (羽瀬川 小鳩 Hasegawa Kobato?)
 Seiyū: Kana Hanazawa
La hermana menor de Kodaka, es una estudiante en la escuela media, no obstante se une al club ya que le desagrada pasar tiempo sola o lejos de su hermano aunque no lo reconoce. Demuestra tener chūnibyō, expresando un gusto por la oscuridad, los vampiros y lo macabro desde que comenzó a ver un anime llamado Full Metal Necromancer, por lo que imita el aspecto y personalidad de la protagonista disfrazándose de Gothic Lolita y usando un lente de contacto rojo. 
Yukimura Kusunoki (楠 幸村 Kusunoki Yukimura?)
 Seiyū: Nozomi Yamamoto
Presentado por primera vez como un acosador de Kodaka. En "su" primer encuentro con el Club de los Vecinos dio lugar a una confusión de género, ya que su apariencia es decididamente femenina a pesar de afirmar que es un hombre. Es un estudiante ingenuo con baja autoestima, admira a Kodaka creyendo que él es un estereotipo del criminal romántico y masculino común en los film y series de la era Shōwa, que vive la vida de la manera que quiere y con entusiasmo se compromete a ser su subordinado razonando que puede aprender a ser masculino aunque, también parece enamorado de él aunque no lo ha aceptado. Se refiere a Kodaka como "Aniki" (hermano mayor), un título usado por los yakuza o pandilleros de bajo rango para referirse a sus superiores. Llegado cierto punto se revela que en realidad es, efectivamente, una mujer, y que se creía un hombre debido a "problemas familiares" (si bien nunca se llega a aclarar cuales).
Rika Shiguma (志熊 理科 Shiguma Rika?)
 Seiyū: Misato Fukuen
Una alumna de primer año; es una "estudiante genio" de alta capacidad intelectual y con una escasa vida social. Fue salvada por Kodaka cuando perdió el conocimiento durante un desastroso experimento de laboratorio y ofrece retribuir su bondad uniéndose al club de los vecinos sólo para estar más cerca de él. Es una fujoshi y apasionada consumidora de dōjinshi BL y revistas, es normal que imagine cómicamente relaciones yaoi entre mechas ya que a cualquier cosa le encuentra un lado obsceno y no tiene clara la diferencia entre ciencia ficción y yaoi, aunque se alegra bastante cuando Yukimura ofrece tener sexo con Kodaka. Suele hablar en tercera persona en un intento de parecer un personaje moe. 
Takayama Maria (高山 マリア Maria Takayama?)
 Seiyū: Yuka Iguchi
Una monja y profesora genio de 10 años, la cual es forzada a entregar su dormitorio como habitación para el club después de ser obligada por Yozora y engañada para convertirse en la consejera del club, es de modales algo rudos y lenguaje vulgar, siendo su mayor placer dormir en el sofá. En un inicio explicaría que Yozora se acercó y la abofeteó en una alusión al versículo Lucas 6:29, explicándole que allí también decía que si era abofeteada una segunda vez debía ceder su habitación al que lo hiciera; posteriormente se revelaría que la alumna hizo esto al intentar pedirle ayuda para fundar el club y ser insultada sin motivo. Rápidamente se encariña con Kodaka ya que se preocupa por ella y su alimentación, llegando a llamarlo Onii-chan y creando así una rivalidad con Kobato, quien le desagrada ya que su apariencia le parece pecaminosa, aunque con el tiempo comienza a verla como una amiga y preocuparse por ella aunque no lo reconoce.

## Contenido de la obra

### Novelas ligeras
Escritas por Yomi Hirasaka, la publicación fue publicada por la editorial japonesa Media Factory e impresa en agosto del 2009 por MF Bunko J. Actualmente la serie consta de 11 volúmenes, siendo este último publicado en abril del 2015.

### Manga
La primera de serie de manga, titulada Boku wa Tomodachi ga Sukunai, comenzó a ser publicada en la revista Gekkan Comic Alive en el 2010, y es escrita e ilustrada por el autor japonés Itachi. El segundo manga, Boku wa Tomodachi ga Sukunai + (僕は友達が少ない+?),  fue escrito por Misaki Harukawa e ilustrado por Shoichi Taguchi, y es publicado en la revista Jump Square. Seven Seas Entertainment, ha licenciado el primer manga en Estados Unidos bajo el título Haganai: I don't have any friends. El primer volumen se publicó el 13 de noviembre 2012, mientras que el segundo volumen se publicó en febrero de 2013. Además, dos colecciones oneshot spinoff fueron lanzados, titulados Boku wa Tomodachi ga Sukunai: Hiyori y Boku wa Tomodachi ga Sukunai: Shobon!.

### Anime
En mayo del 2011, una serie de anime para la televisión basada en las novelas ligeras, fue anunciada en el faldón que envolvía la sexta novela, con una animación de vídeo original incluida con la séptima novela ligera lanzada el 22 de septiembre de 2011. Producido por AIC Build bajo la dirección de Hisashi Saito, la serie se emitió en Japón entre el 7 de octubre de 2011 y 23 de diciembre 2011. El tema de apertura es  "Zannenkei Rinjinbu Hoshi Futatsuhan " ( 残念系隣人部★★☆?  " El Club de Vecinos Lamentable 2 y media estrellas ") de Marina Inoue, Kanae Itō, Nozomi Yamamoto, Misato Fukuen, Kana Hanazawa y Yuka Iguchi, mientras que el tema de cierre es  "Watashi no Ki-mo-chi"  ( 私 の キ · · モ チ ?   "Mi Sentimientos ") por Marina Inoue. El anime se basa en los tres primeros volúmenes y el comienzo del cuarto volumen. El anime fue licenciado para la transmisión por Funimation Entertainment, que fue sede de la corriente en la web y Nico Nico.
Un episodio OVA fue lanzado el 26 de septiembre de 2012. El tema de cierre es  "Kimi wa Tomodachi " ( 君 は 友達 ?  ". Usted es mi amigo ") por Inoue, Ito, Yamamoto, Fukuen, Hanazawa, Iguchi y Ryohei Kimura.
Una segunda temporada, titulado Boku wa Tomodachi ga Sukunai NEXT, salió al aire entre el 11 de enero 2013 y 29 de marzo, La serie está dirigida por Toru Kitahata mientras Hirasaka está a cargo de los guiones. La apertura y endings, respectivamente, son "Sé Mi amigo "y " Bokura no Tsubasa " ( 僕ら の 翼 ?  " Nuestras Alas "), realizados por Inoue, Ito, Yamamoto, Fukuen, Hanazawa y Iguchi.

### Juegos
Una novela visual, Boku wa Tomodachi ga Sukunai Portable, fue desarrollado por el Namco Bandai Games para la PlayStation Portable y puesto en venta el 23 de febrero de 2012. 

### Película
El 24 de abril de 2013, Universidad Ryukoku publicó un casting de extras para una adaptación de la película de 2014 Haganai, que se distribuirá por Toei y será producido por Hirasaka. Más tarde confirmó la existencia de la película el 2 de mayo de 2013, afirmando que, mientras que en un principio no estaba de acuerdo con el proyecto, ya que no se sentía que la historia estaba destinada a la acción en vivo, decidió aprobarlo a la luz de una crisis en la industria de novelas ligeras. Hirasaka tendrá un papel de no intervención en la producción de la película. La película es de 114 minutos de duración y fue estrenada el 1 de febrero de 2014 en cines japonenes.